# Scutigerella inculta
Scutigerella inculta är en mångfotingart som beskrevs av Michelbacher. Scutigerella inculta ingår i släktet norddvärgfotingar, och familjen snabbdvärgfotingar. Inga underarter finns listade i Catalogue of Life.